# Unterseeboot 105 (1940)
Pour les articles homonymes, voir Unterseeboot 105.
L'Unterseeboot 105 (ou U-105) est un sous-marin allemand de type IX.B de la Kriegsmarine de la Seconde Guerre mondiale.

## Historique
Il quitte Kiel pour sa première patrouille sous les ordres du Kapitänleutnant Georg Schewe le 24 décembre 1940 avec comme objectif final de rejoindre la base sous-marine de Lorient, son nouveau port d'attache. Il coule deux navires pour un total de 8 407 tonneaux. Il atteint Lorient le 31 janvier 1941 après 39 jours en mer.
Sa deuxième patrouille, du 22 février au 13 juin 1941, soit 112 jours en mer, est la plus longue et sa plus victorieuse avec treize navires coulés pour 71 450 tonneaux. Ce palmarès permet au Kapitänleutnant Georg Schewe de recevoir la Croix de chevalier de la Croix de fer. Sa troisième patrouille, du 3 août au 20 septembre 1941 (quarante-neuf jours en mer), est moins glorieuse avec un navire coulé de 1 549 tonneaux. Sa quatrième patrouille du 8 novembre au 13 décembre 1941, soit trente-six jours en mer, est sans succès.
Le Kapitänleutnant Georg Schewe est remplacé le 7 janvier 1942 par le Korvettenkapitän Heinrich Schuch. La cinquième patrouille du bateau, du 25 janvier au 8 février 1942 (quinze jours en mer) lui permet de couler un navire de 1 546 tonneaux. Sa sixième patrouille, du 25 février au 15 avril 1942, permet à l'U-105 de renouer avec le succès en rajoutant à son palmarès deux navires pour un total de 18 005 tonneaux. Sa septième patrouille, du 7 au 12 juin (six jours) et du 28 au 30 juin 1942 (trois jours) l'amène à El Ferrol en Espagne. Lors de la traversée du golfe de Gascogne au cours de la journée le 12 juin 1942, l'U-Boot U-105 est attaqué par un hydravion australien Short S.25 Sunderland de la RAAF (Squadron 10) à une position géographique approximative de 42° 28′ N, 8° 14′ O. L'U-Boot trouve refuge à El Ferrol en Espagne juste après l'attaque le 12 juin et quitte ce port le 28 juin pour rejoindre Lorient le 30. L'U-Boot 105 est sérieusement endommagé, car il repart en mer le 23 novembre 1942.
Le Korvettenkapitän Heinrich Schuch est remplacé le 29 octobre 1942 par l'Oberleutnant zur See Jürgen Nissen. La huitième patrouille de l'U-105, du 23 novembre 1942 au 14 février 1943 (84 jours en mer), lui permet de couler quatre navires pour un total de 19 844 tonneaux. Sa neuvième patrouille part de la base de Lorient le 16 mars 1943 ; il coule un navire de 4 669 tonneaux le 15 mai 1943. Après 79 jours en mer, l'U-105 est coulé le 2 juin 1943 près de Dakar, par des charges de profondeur lancées d'un hydravion français Potez-CAMS 141 nommé « Antarès » de la Flottille d'exploration 4E de l'aéronautique navale française libre à une position géographique de 14° 15′ N, 17° 35′ O. 
Les cinquante-trois membres d'équipage meurent dans cette attaque.

## Affectations
- 2. Unterseebootsflottille du 10 septembre 1940 au 31 décembre 1940 à Wilhelmshaven pendant sa période de formation
- 2. Unterseebootsflottille du 1er janvier 1941 au 2 juin 1943 à la base sous-marine de Lorient en tant qu'unité combattante

## Commandement
- Kapitänleutnant Georg Schewe du 10 septembre 1940 au 6 janvier 1942
- Korvettenkapitän Heinrich Schuch du 7 janvier 1942 au 30 septembre 1942
- Oberleutnant zur See Hans-Adolf Schweichel du 1er octobre 1942 au 29 octobre 1942
- Kapitänleutnant Jürgen Nissen du 29 octobre 1942 au 2 juin 1943

## Patrouilles
|       | Commandant             | Départ           | Départ    | Arrivée           | Arrivée   | Jours     | Succès    |
| ----- | ---------------------- | ---------------- | --------- | ----------------- | --------- | --------- | --------- |
| 1     | Kptlt. Georg Schewe    | 24 décembre 1940 | Kiel      | 31 janvier 1941   | Lorient   | 39 jours  | 8 407     |
| 2     | Kptlt. Georg Schewe    | 22 février 1941  | Lorient   | 13 juin 1941      | Lorient   | 112 jours | 71 450    |
| 3     | Kptlt. Georg Schewe    | 3 août 1941      | Lorient   | 20 septembre 1941 | Lorient   | 49 jours  | 1 549     |
| 4     | Kptlt. Georg Schewe    | 8 novembre 1941  | Lorient   | 13 décembre 1941  | Lorient   | 36 jours  |           |
| 5     | Heinrich Schuch        | 25 janvier 1942  | Lorient   | 8 février 1942    | Lorient   | 15 jours  | 1 546     |
| 6     | Heinrich Schuch        | 25 février 1942  | Lorient   | 15 avril 1942     | Lorient   | 50 jours  | 18 005    |
| 7     | Kptlt. Ernst Mengersen | 7 juin 1942      | Lorient   | 12 juin 1942      | El Ferrol | 6 jours   |           |
|       | Kptlt. Ernst Mengersen | 28 juin 1942     | El Ferrol | 30 juin 1942      | Lorient   | 3 jours   |           |
| 8     | Kptlt. Ernst Mengersen | 23 novembre 1942 | Lorient   | 14 février 1943   | Lorient   | 84 jours  | 19 844    |
| 9     | Kptlt. Ernst Mengersen | 16 mars 1943     | Lorient   | 2 juin 1943       | Coulé     | 79 jours  | 4 669     |
| Total | Total                  | Total            | Total     | Total             | Total     | 470 jours | 125 470 t |

Note : Kptlt. = Kapitänleutnant

Nota: Les noms de commandants sans indication de grade signifient que leur grade n'est pas connu avec certitude à notre époque à la date de la prise de commandement.

### Opérations Wolfpack
L'U-105 a opéré avec les Wolfpacks (meutes de loup) durant sa carrière opérationnelle:
1. Hammer (5 août 1941 - 12 août 1941)
2. Grönland (12 août 1941 - 27 août 1941)
3. Markgraf (27 août 1941 - 11 septembre 1941)
4. Steuben (14 novembre 1941 - 2 décembre 1941)

## Navires coulés
- L'Unterseeboot 105 a coulé 22 navires de 123 924 tonneaux et un navire de guerre de 1 546 tonneaux au cours de ses neuf patrouilles (470 jours en mer) qu'il effectua.

| Date              | Nom                | Nationalité     | Tonnage (GRT) | Fait  |
| ----------------- | ------------------ | --------------- | ------------- | ----- |
| 9 janvier 1941    | Bassano            | Grande-Bretagne | 4 843         | Coulé |
| 26 janvier 1941   | Lurigethan         | Grande-Bretagne | 3 564         | Coulé |
| 8 mars 1941       | Harmodius          | Grande-Bretagne | 5 229         | Coulé |
| 18 mars 1941      | Medjerda           | Grande-Bretagne | 4 380         | Coulé |
| 19 mars 1941      | Mandalika          | Pays-Bas        | 7 750         | Coulé |
| 21 mars 1941      | Benwyvis           | Grande-Bretagne | 5 920         | Coulé |
| 21 mars 1941      | Clan Ogilvy        | Grande-Bretagne | 5 802         | Coulé |
| 21 mars 1941      | Jhelum             | Grande-Bretagne | 4 038         | Coulé |
| 5 avril 1941      | Ena de Larringa    | Grande-Bretagne | 5 200         | Coulé |
| 6 mai 1941        | Oakdene            | Grande-Bretagne | 4 255         | Coulé |
| 13 mai 1941       | Benyrackie         | Grande-Bretagne | 6 434         | Coulé |
| 15 mai 1941       | Benvenue           | Grande-Bretagne | 5 920         | Coulé |
| 16 mai 1941       | Rodney Star        | Grande-Bretagne | 11 803        | Coulé |
| 1er juin 1941     | Scottish Monarch   | Grande-Bretagne | 4 719         | Coulé |
| 11 septembre 1941 | Montana            | Panama          | 1 549         | Coulé |
| 31 janvier 1941   | HMS Culver         | Grande-Bretagne | 1 546         | Coulé |
| 25 mars 1942      | Narrangansett      | Grande-Bretagne | 10 389        | Coulé |
| 27 mars 1942      | Svenør             | Norvège         | 7 616         | Coulé |
| 14 décembre 1942  | Orfor              | Grande-Bretagne | 6 578         | Coulé |
| 12 janvier 1943   | C.S. Flight        | Grande-Bretagne | 67            | Coulé |
| 24 janvier 1943   | British Vigilance  | Grande-Bretagne | 8 093         | Coulé |
| 27 janvier 1943   | Cape Decision      | USA             | 5 106         | Coulé |
| 15 mai 1943       | Marusso Logothetis | Grèce           | 4 669         | Coulé |